# Накшидиль-султан
Накшиди́ль-султа́н (осман. نقش دل سلطان‎ / Nakşidil Sultan), также Накши́-кады́н(тур. Nakşi Kadın ; 1766 — 22 августа 1817) — наложница османского султана Абдул-Хамида I, мать султана Махмуда II, валиде-султан.

## Биография

### Происхождение
Накшидиль родилась в 1766 году.
Достоверно неизвестно, откуда она была родом. Согласно популярной версии, Накшидиль была тождественна Эме де Ривери — дочери французского плантатора с Мартиники Анри-Жакоба дю Бюк де Ривери и дальней родственнице императрицы Жозефины де Богарне. Летом 1788 года Эме покинула Францию на корабле, который бесследно исчез в море. По легенде, преследовавшей политические и дипломатические цели, Эме была захвачена пиратами и продана в гарем османского султана Абдул-Хамида I. Версия эта не имеет документальных подтверждений, несмотря на это легенде о «кузине» императрицы Жозефины Богарне, ставшей «царицей Востока», посвящены несколько исторических романов и художественных фильмов.
Большинство наложниц в гаремах султанов начиная с XVIII века были родом с Кавказа; вероятно, Накшидиль была одной из них. По мнению Недждета Сакаоглу, она могла быть черкешенкой или, что более вероятно, грузинкой. С раннего детства девочка росла и воспитывалась в одном из дворцов, принадлежавших султанской семье, и получила типичное турецко-исламское образование.
Хотя в исследованиях историков и гаремных документах мать Махмуда II чаще всего называют именно Накшидиль, на её могиле и на её личной печати значится имя Накши-кадын.

### Наложница султана

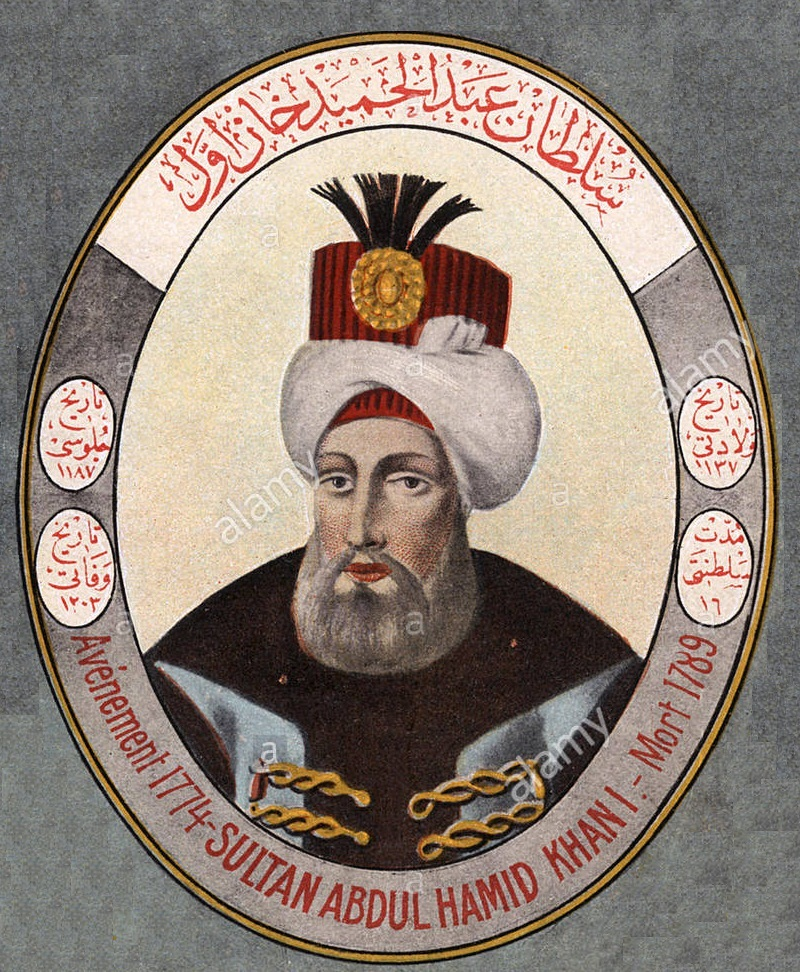
Султан Абдул-Хамид I, наложницей которого была Накшидиль

Информация о жизни Накшидиль крайне отрывочна. После попадания в столицу Османской империи Накшидиль оказалась во дворце Эсмы-султан, сестры Абдул-Хамида I, где и была замечена султаном. Абдул-Хамид I стал часто навещать сестру, после чего Эсма подарила ему Накшидиль. Она стала седьмой кадын-эфенди султана. Своего первого ребёнка, сына Мурада, Накшидиль родила 22 октября 1783 года. 3 марта 1784 или 21 февраля 1785 года шехзаде Мурад умер от оспы, что сказалось на положении Накшидиль в гареме. Тем не менее, по просьбе султана, Накшидиль было выделено содержание, которое ранее было положено её сыну. 20 июля 1785 года Накшидиль вновь родила сына — будущего султана Махмуда II. Своего последнего ребёнка, дочь Салиху, Накшидиль родила 27, 28 или 30 ноября 1786 года; Салиха умерла по неизвестной причине в возрасте 7 месяцев 5 июня 1787 года. Таким образом, Махмуд II стал единственным ребёнком Накшидиль, дожившим до зрелого возраста.
Вместе с сыном Накшидиль некоторое время провела в одном из дворцов в Бешикташе. В переписке между Махмудом и его отцом по этому поводу шехзаде называет свою мать «почтеннейшей матушкой». Во время отъезда из Топкапы Накшидиль были устроены торжественные проводы, что говорит о её влиянии в гареме. 7 апреля 1789 года Абдул-Хамид I умер. На троне оказался его племянник Селим III, а гарем покойного султана был отправлен в Старый дворец. Накшидиль оказалась разлучена с сыном следующие несколько лет. О её жизни в Старом дворце ничего неизвестно, кроме расходов на питание Накшидиль.
Селим III, к которому Абдул-Хамид относился весьма тепло, был свергнут 29 мая 1807 года и убит 28 июня 1808 года по приказу нового султана Мустафы IV — сына Абдул-Хамида I от Айше Сениепервер-султан, также черкешенки или грузинки по происхождению. Тогда же планировалось убийство и сына Накшидиль, однако Махмуду удалось сбежать. Правление Мустафы IV продлилось недолго: летом 1808 года русчукский губернатор Байрактар Мустафа-паша, ранее планировавший восстановить на троне Селима III, захватил султанский дворец, арестовал султана Мустафу IV и возвёл на трон сына Накшидиль. Некоторые источники указывают, что сама Накшидиль в это время была во дворце Топкапы и помогала сыну скрываться от убийц, однако в действительности она не покидала Старый дворец со времён смерти мужа. В это время источником стабильного годового дохода Накшидиль стали три фермы близ Фатиха.

### Мать султана

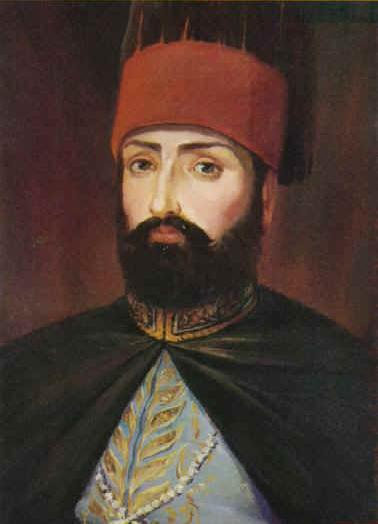
Султан Махмуд II, сын Накшидиль

Махмуд II взошёл на престол 28 июля 1808 года. 8 августа во время торжественной церемонии валиде-и алайы Накшидиль вернулась во дворец Топкапы и приняла титул валиде-султан. Организацией переезда Накшидиль и празднеств по этому поводу занималась Ахретлик Айше Дюррюшехвар-ханым, по разным данным приёмная или единокровная сестра Махмуда II, рождённая до вступления на престол их отца. Сам султан встречал свою мать за воротами Орта Капы («средние ворота», также назывались Баб-ус Селям — «ворота приветствий»), которые вели во второй двор Топкапы, предназначавшийся для важных государственных церемоний; Махмуд поцеловал сидевшей в карете Накшидиль руку и проводил её до входа в гарем. Накшидиль стала последней валиде в османской истории, для которой устраивали церемонию валиде-и алайы.
Из тридцатилетнего правления сына Накшидиль прожила только девять лет. Документы этого периода по прежнему содержат указания на участие валиде в придворных церемониях и её расходы, однако о влиянии Накшидиль на сына и государственные дела никаких данных нет. Более того,
существуют указания на то, что мать Махмуда II была отстранена от государственных дел.

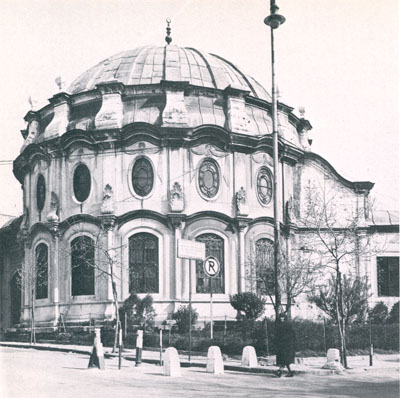
Тюрбе Накшидиль Валиде-султан в мечети Фатих, в котором покоится мать Махмуда II

В 1817 году у Накшидиль появились признаки туберкулёза; по решению сына она была отправлена на лечение в Чамлыджу в павильон (кёшк) Гюмрюкчю Османа-паши. За здоровьем матери султана следил главный врач и несколько его помощников, однако улучшения не наступило, и 22 августа (по другим данным, 6 сентября) 1817 года Накшидиль умерла. Согласно гаремным записям, состояние Накшидиль на момент смерти составляло 161 696,5 курушей, что являлось довольно большой суммой. Похоронный намаз читал шейх-уль-ислам Мехмет Зейнелабиддин-эфенди. Накшидиль была похоронена в собственном мавзолее в мечети Фатих, где позднее также были погребены четырнадцать членов султанской семьи (жёны/наложницы и дети Махмуда II) и особо приближённая к султанской семье служанка гарема Джеври-калфа.
Как и многие матери султанов, Накшидиль много занималась благотворительностью. По её приказу в Стамбуле был построен комплекс Накшидиль Валиде-султан, в который вошли малая мечеть (месджид), начальная школа, фонтаны и тюрбе. Мечеть была разрушена в 1812 году, однако затем восстановлена в 1980-е с некоторыми изменениями. Также на средства Накшидиль в Ускюдаре были восстановлены фонтан, построенный ещё Нурбану-султан, и мечеть.

## В культуре
Накшидиль является главной героиней исторического романа Михаила Греческого «Султана» (1983) и его экранизации «Сила страсти» (1989). И в романе и в фильме поддерживается легенда о том, что матерью Махмуда II была француженка и дальняя родственница императрицы Жозефины Богарне — Эме де Ривери; роль Эме-Накшидиль исполнила Эмбер О’Ши. Накшидиль является главной героиней телесериала «Султан-невольник» (2012; другое название — «Накшидиль»); здесь Накшидиль является черкешенкой по имени Альбина, роль исполнили Тувана Тюркай и Оя Акар.